# Antonov A-2
L'Antonov A-2 est un planeur soviétique.